# Djela Jože Plečnika
Djela Jože Plečnika naziv je za sedam arhitektonskih djela u Ljubljani koje je konstruirao slovenski arhitekt Jože Plečnik, a koje je UNESCO 2021. stavio na popis svjetske baštine.

## Lokaliteti[1]
| Slika | Naziv                                            | Koordinate                                    |
| ----- | ------------------------------------------------ | --------------------------------------------- |
|       | Most na Trnavi                                   | 46°02′36″N 14°30′08″E / 46.04333°N 14.50222°E |
|       | Groblje Žale                                     | 46°04′03″N 14°31′43″E / 46.06750°N 14.52861°E |
|       | Crkva sv. Franje Asiškog na Spodnjoj Šiški       | 46°04′06″N 14°29′49″E / 46.06833°N 14.49694°E |
|       | Rimske zidine na Mirju                           | 46°02′45″N 14°29′54″E / 46.04583°N 14.49833°E |
|       | Šetalište u Vegovoj ulici                        | 46°02′52″N 14°30′12″E / 46.04778°N 14.50333°E |
|       | Šetalište uz nasipe i mostove rijeke Ljubljanice | 46°02′56″N 14°30′20″E / 46.04889°N 14.50556°E |
| /     | Crkva sv. Mihaela                                | 46°00′44″N 14°30′21″E / 46.01222°N 14.50583°E |